# Lijst van voetbalinterlands Bulgarije - Finland
Deze lijst van voetbalinterlands is een overzicht van alle officiële voetbalwedstrijden tussen de nationale teams van Bulgarije en Finland. De landen speelden tot op heden tien keer tegen elkaar. Het eerste duel, een kwalificatiewedstrijd voor het Wereldkampioenschap voetbal 1962, werd gespeeld in Helsinki op 16 juni 1961. De laatste ontmoeting, een groepswedstrijd tijdens de UEFA Nations League 2020/21, vond plaats op 15 november 2020 in Sofia.

## Wedstrijden
| №  | Plaats   | Datum            | Competitie                  | Wedstrijd           | Uitslag |
| -- | -------- | ---------------- | --------------------------- | ------------------- | ------- |
| 1  | Helsinki | 16 juni 1961     | WK 1962 kwalificatie        | Finland – Bulgarije | 0 – 2   |
| 2  | Sofia    | 29 oktober 1961  | WK 1962 kwalificatie        | Bulgarije – Finland | 3 – 1   |
| 3  | Helsinki | 4 juni 1980      | WK 1982 kwalificatie        | Finland – Bulgarije | 0 – 2   |
| 4  | Sofia    | 13 mei 1981      | WK 1982 kwalificatie        | Bulgarije – Finland | 4 – 0   |
| 5  | Vaasa    | 4 augustus 1988  | Vriendschappelijk           | Finland – Bulgarije | 1 – 1   |
| 6  | Helsinki | 14 mei 1992      | WK 1994 kwalificatie        | Finland – Bulgarije | 0 – 3   |
| 7  | Sofia    | 28 april 1993    | WK 1994 kwalificatie        | Bulgarije – Finland | 2 – 0   |
| 8  | Sofia    | 26 maart 2008    | Vriendschappelijk           | Bulgarije – Finland | 2 – 1   |
| 9  | Helsinki | 11 oktober 2020  | UEFA Nations League 2020/21 | Finland − Bulgarije | 2 − 0   |
| 10 | Sofia    | 15 november 2020 | UEFA Nations League 2020/21 | Bulgarije − Finland | 1 − 2   |

## Samenvatting
| Competitie          | Totaal gespeeld | Winst Bulgarije | Gelijk | Winst Finland | Doelsaldo Bulgarije – Finland |
| ------------------- | --------------- | --------------- | ------ | ------------- | ----------------------------- |
| WK-kwalificatie     | 6               | 6               | 0      | 0             | 16 − 1                        |
| UEFA Nations League | 2               | 0               | 0      | 2             | 1 − 4                         |
| Vriendschappelijk   | 2               | 1               | 1      | 0             | 3 − 2                         |
| Totaal              | 10              | 7               | 1      | 2             | 20 − 7                        |

Wedstrijden bepaald door strafschoppen worden, in lijn met de FIFA, als een gelijkspel gerekend.

## Details

### Derde ontmoeting
| WK 1982 kwalificatie (Helsinki, Finland, 4 juni 1980): |              | |
| Finland | 0 – 2        | Bulgarije |
| | goals        | 28' Plamen Markov 81' Kostadin Kostadinov |
| Esko Malm | bondscoach   | Atanas Parzhelov |
| Seppo Sairanen 8' Mikko Lampi Arto Tolsa Leo Houtsonen Esko Ranta Antti Ronkainen 65' Seppo Pyykkö Miikka Toivola Pasi Rautiainen Tuomo Hakala Jyrki Nieminen | opstellingen | Hristo Hristov Ivan Zafirov Valentin Maldzhanski Roman Karakolev Bozhil Kolev Georgi Dimitrov Kostadin Kostadinov 88' Plamen Markov Andrej Jeliazkov Vanyo Kostov 88' Valeri Tsvetanov |
| Pekka Nurmio 8' Atik Ismail 65' | wissels      | 88' Plamen Tsvetkov 88' Georgi Iliev |
| | gele kaarten | |
| - Debuut van Pekka Nurmio (TPS Turku) voor Finland. |              | |

### Vierde ontmoeting
| WK 1982 kwalificatie (Sofia, Bulgarije, 13 mei 1981):                              |       |         |
| Bulgarije                                                                          | 4 – 0 | Finland |
| Georgi Slavkov 10' Georgi Slavkov 53' Kostadin Kostadinov 55' Tchavdar Zvetkov 90' | goals |         |

### Vijfde ontmoeting
| Vriendschappelijk (Vaasa, Finland, 4 augustus 1988): |       |                   |
| Finland                                              | 1 – 1 | Bulgarije         |
| Marko Myyry 73'                                      | goals | 77' Atanas Pashev |

### Zesde ontmoeting
| WK 1994 kwalificatie (Helsinki, Finland, 14 mei 1992): |              | |
| Finland | 0 – 3        | Bulgarije |
| | goals        | 62' Krasimir Balakov 73' Emil Kostadinov 87' Emil Kostadinov |
| Tommy Lindholm | bondscoach   | Dimitar Penev |
| Olavi Huttunen Erik Holmgren Ari Heikkinen Erkka Petäjä Anders Eriksson Jari Rinne 77' Jari Litmanen Marko Myyry Petri Järvinen Jari Vanhala 61' Kimmo Tarkkio | opstellingen | Borislav Mikhailov Trifon Ivanov Tzanko Tzvetanov Nikolai Iliev Petar Hubchev Nasko Sirakov Zlatko Yankov 69' Christo Stoitsjkov 80' Ljoeboslav Penev Krasimir Balakov Emil Kostadinov |
| Ari Tegelberg 61' Jyrki Huhtamäki 77' | wissels      | 69' Georgi Yordanov 80' Ivailo Yordanov |
| - Aanvaller Ljoeboslav Penev mist namens Bulgarije een strafschop in de 32ste minuut.                                                                          |              | |

### Zevende ontmoeting
| WK 1994 kwalificatie (Sofia, Bulgarije, 28 april 1993): |       |         |
| Bulgarije                                               | 2 – 0 | Finland |
| Christo Stoitsjkov 15' (pen.) Zlatko Jankov 43'         | goals |         |

### Achtste ontmoeting
| Vriendschappelijk (Sofia, Bulgarije, 26 maart 2008):                                                                         |       |                          |
| Bulgarije | 2 – 1 | Finland                  |
| Zdravko Lazarov 49' Stanislav Guenchev 90'                                                                                   | goals | 22' (pen.) Jari Litmanen |
| - Debuut van Stanislav Genchev (Litex Lovech), Georgi Kakalov (Botev 1912) en Georgi Zdravkov (Levski Sofia) voor Bulgarije. |       |                          |